# Domenico Auletta
Domenico Auletta (né en 1723 à Naples et mort dans la même ville en 1753) est un compositeur et organiste italien. Il était le fils de Pietro Auletta.

## Biographie
On sait peu de choses sur la vie d'Auletta. Au cours de sa vie, il a certainement été actif dans sa ville natale en tant qu'organiste et compositeur, principalement de musique sacrée.

## Œuvres
- Ammiro quel volto
- cinq Psaumes
- trois Salve regina
- deux De profundis
- Dixit dominus
- Requiem aeternam
- Concerto pour clavecin